# Stoian Delcev
Stoian Delcev (în bulgară Стоян Делчев; n. 3 iulie 1959, Plovdiv, Republica Populară Bulgaria) este un gimnast artistic ce a reprezentat Bulgaria, medaliat olimpic. A participat la două ediții ale Jocurilor Olimpice (1976, 1980) în care a câștigat o medalie de aur și o medalie de bronz.